# Rymosia persica
Rymosia persica är en tvåvingeart som beskrevs av Loïc Matile 1977. Rymosia persica ingår i släktet Rymosia och familjen svampmyggor. Inga underarter finns listade i Catalogue of Life.